# Philoneptunus paeminosus
Philoneptunus paeminosus är en kräftdjursart som beskrevs av Whatley, Millson och Michael A. Ayress 1992. Philoneptunus paeminosus ingår i släktet Philoneptunus och familjen Trachyleberididae. Inga underarter finns listade i Catalogue of Life.